# Football Club Internazionale Milano 1975-1976
Questa voce raccoglie le informazioni riguardanti il Football Club Internazionale Milano nelle competizioni ufficiali della stagione 1975-1976.

## Stagione
Chiappella sostituiva Suárez in panchina, con l'obiettivo minimo della zona Uefa: tra i nuovi volti in campo l'attaccante Libera, scarsamente incisivo nel complesso.
Impostasi nel derby d'Italia del 4 aprile 1976 — per una vittoria in Serie A contro i bianconeri assente a Milano dal 27 dicembre 1970 — l'Inter si classificò quarta in campionato, sopravanzando il Napoli all'ultima giornata e ottenendo così la partecipazione all'Europa.

## Divise
| Casa |

## Organigramma societario
Area direttiva
- Presidente: Ivanoe Fraizzoli
- Vicepresidente: Giuseppe Prisco
- Consigliere: Angelo Corridori
- Segretario: Franco Manni

Area tecnica
- Allenatore: Giuseppe Chiappella

Area sanitaria
- Medico sociale: dott. Angelo Quarenghi[12][13]
- Massaggiatore: Giancarlo Della Casa

## Rosa
| N. |                   | Ruolo | Calciatore          |
| -- | ----------------- | ----- | ------------------- |
|    | Italia (bandiera) | P     | Lido Vieri          |
|    | Italia (bandiera) | P     | Ivano Bordon        |
|    | Italia (bandiera) | P     | Antonio Pagani      |
|    | Italia (bandiera) | D     | Giacinto Facchetti  |
|    | Italia (bandiera) | D     | Graziano Bini       |
|    | Italia (bandiera) | D     | Roberto Galbiati    |
|    | Italia (bandiera) | D     | Mario Giubertoni    |
|    | Italia (bandiera) | D     | Angiolino Gasparini |
|    | Italia (bandiera) | D     | Adriano Fedele      |
|    | Italia (bandiera) | D     | Nazzareno Canuti    |
|    | Italia (bandiera) | C     | Sandro Mazzola      |
|    | Italia (bandiera) | C     | Gianpiero Marini    |

| N. |                   | Ruolo | Calciatore         |
| -- | ----------------- | ----- | ------------------ |
|    | Italia (bandiera) | C     | Gabriele Oriali    |
|    | Italia (bandiera) | C     | Franco Cerilli     |
|    | Italia (bandiera) | C     | Mario Bertini      |
|    | Italia (bandiera) | C     | Giuseppe Pavone    |
|    | Italia (bandiera) | C     | Giorgio Roselli    |
|    | Italia (bandiera) | C     | Renato Acanfora    |
|    | Italia (bandiera) | C     | Gianni De Biasi    |
|    | Italia (bandiera) | C     | Nicola Liquindoli  |
|    | Italia (bandiera) | A     | Roberto Boninsegna |
|    | Italia (bandiera) | A     | Roberto Cesati     |
|    | Italia (bandiera) | A     | Giacomo Libera     |
|    | Italia (bandiera) | A     | Bortolo Mutti      |

## Risultati

### Serie A

#### Girone di andata
| Milano 5 ottobre 1975 1ª giornata | Inter                        | 0 – 0 | Cesena | Stadio San Siro\| Arbitro: \| Agnolin (Bassano del Grappa) \| |
| Arbitro:                          | Agnolin (Bassano del Grappa) |       |        |                                                               |

| Arbitro: | Menicucci (Firenze) |

|               |           |               |
| Chinaglia 16’ | Marcatori | 22’ Facchetti |

| Arbitro: | Ciulli (Roma) |

|                |           |  |
| Boninsegna 80’ | Marcatori |  |

| Arbitro: | Michelotti (Parma) |

|                      |           |                       |
| Pulici 18’ Gorin 85’ | Marcatori | 88’ (rig.) Boninsegna |

| Arbitro: | Menegali (Roma) |

|                                        |           |  |
| Boninsegna 65’ Mazzola 74’ Bertini 90’ | Marcatori |  |

| Arbitro: | Levrero (Genova) |

|                                  |           |  |
| Cappellini 53’, 82’ Melgrati 73’ | Marcatori |  |

| Arbitro: | Reggiani (Bologna) |

|                |           |  |
| Boninsegna 90’ | Marcatori |  |

| Arbitro: | Agnolin (Bassano del Grappa) |

|                       |           |            |
| Calloni 51’ Villa 74’ | Marcatori | 76’ Marini |

| Arbitro: | Lattanzi (Roma) |

|                          |           |  |
| Bettega 36’ Tardelli 74’ | Marcatori |  |

| Arbitro: | Menegali (Roma) |

|                              |           |             |
| Boninsegna 37’ Facchetti 90’ | Marcatori | 68’ Juliano |

| Arbitro: | Trinchieri (Reggio nell'Emilia) |

|                                     |           |  |
| Oriali 4’ Boninsegna 63’ Cesati 68’ | Marcatori |  |

| Arbitro: | Ciacci (Firenze) |

|              |           |                           |
| Saltutti 56’ | Marcatori | 28’ Oriali 82’ Boninsegna |

| Arbitro: | Prati (Parma) |

|                       |           |                        |
| Mazzola 4’ Pavone 37’ | Marcatori | 18’ Agroppi 84’ Scarpa |

| Arbitro: | Panzino (Catanzaro) |

|           |           |             |
| Prati 60’ | Marcatori | 35’ Cerilli |

| Arbitro: | Gonella (Torino) |

|                    |           |                    |
| Roversi 69’ (aut.) | Marcatori | 39’ (aut.) Bertini |

#### Girone di ritorno
| Arbitro: | Menicucci (Firenze) |

|                                      |           |                                           |
| Frustalupi 74’ Giubertoni 85’ (aut.) | Marcatori | 18’ (aut.) Cera 48’ Cesati 90’ Boninsegna |

| Arbitro: | Barbaresco (Cormons) |

|            |           |  |
| Oriali 50’ | Marcatori |  |

| Cagliari 22 febbraio 1976 18ª giornata | Cagliari           | 0 – 0 | Inter | Stadio Sant'Elia\| Arbitro: \| V. Lattanzi (Roma) \| |
| Arbitro:                               | V. Lattanzi (Roma) |       |       |                                                      |

| Arbitro: | Ciacci (Firenze) |

|            |           |  |
| Pavone 71’ | Marcatori |  |

| Arbitro: | Serafino (Roma) |

|            |           |                |
| Macchi 34’ | Marcatori | 12’ Boninsegna |

| Arbitro: | Lenardon (Siena) |

|                          |           |                |
| Libera 3’ Boninsegna 58’ | Marcatori | 62’ Cappellini |

| Firenze 21 marzo 1976 22ª giornata | Fiorentina                   | 0 – 0 | Inter | Stadio Comunale\| Arbitro: \| Agnolin (Bassano del Grappa) \| |
| Arbitro:                           | Agnolin (Bassano del Grappa) |       |       |                                                               |

| Arbitro: | Gonella (Parma) |

|  |           |           |
|  | Marcatori | 41’ Bigon |

| Arbitro: | Michelotti (Parma) |

|             |           |  |
| Bertini 80’ | Marcatori |  |

| Arbitro: | Reggiani (Bologna) |

|                                             |           |                     |
| Pogliana 5’ G. Savoldi 15’ (rig.) Massa 20’ | Marcatori | 16’ (aut.) Esposito |

| Arbitro: | Agnolin (Bassano del Grappa) |

|                |           |  |
| Silva 82’, 83’ | Marcatori |  |

| Arbitro: | Bergamo (Livorno) |

|                 |           |               |
| Libera 29’, 64’ | Marcatori | 9’ Rossinelli |

| Arbitro: | Lops (Torino) |

|                |           |            |
| Ciccotelli 51’ | Marcatori | 35’ Fedele |

| Arbitro: | Frasso (Capua) |

|                               |           |  |
| Bertini 29’ (rig.) Libera 34’ | Marcatori |  |

| Arbitro: | Schena (Foggia) |

|                      |           |                              |
| Facchetti 31’ (aut.) | Marcatori | 68’ Facchetti 81’ Boninsegna |

### Coppa Italia

#### Primo turno
| Arbitro: | Ciulli (Roma) |

|  |           |                        |
|  | Marcatori | 67’ Mazzola 71’ Libera |

| Arbitro: | Prati (Parma) |

|            |           |  |
| Libera 34’ | Marcatori |  |

| Arbitro: | Serafino (Roma) |

|                                      |           |  |
| Libera 19’ M. Bertini 53’ Oriali 61’ | Marcatori |  |

| Arbitro: | Menegali (Roma) |

|  |           |             |
|  | Marcatori | 26’ Mazzola |

#### Secondo turno
| Arbitro: | Ciulli (Roma) |

|                |           |  |
| M. Bertini 40’ | Marcatori |  |

| Arbitro: | Panzino (Catanzaro) |

|                |           |  |
| Re Cecconi 61’ | Marcatori |  |

| Arbitro: | Ciacci (Firenze) |

|                                 |           |           |
| Boninsegna 16’, 70’ Mazzola 41’ | Marcatori | 83’ Cozzi |

| Arbitro: | Lapi (Firenze) |

|                    |           |                                   |
| Mendoza 73’ (rig.) | Marcatori | 33’ Mazzola 36’ Pavone 45’ Oriali |

| Arbitro: | Menicucci (Firenze) |

|                                             |           |                             |
| Marini 27’ M. Bertini 65’ (rig.) Cesati 85’ | Marcatori | 25’ Garlaschelli 69’ Wilson |

| Arbitro: | Benedetti (Roma) |

|                                |           |  |
| Galbiati 26’ (aut.) Macchi 85’ | Marcatori |  |

## Statistiche
Statistiche aggiornate al 26 giugno 1976.

### Statistiche di squadra
| Competizione | Punti | In casa | In casa | In casa | In casa | In casa | In casa | In trasferta | In trasferta | In trasferta | In trasferta | In trasferta | In trasferta | Totale | Totale | Totale | Totale | Totale | Totale | D.R. |
| Competizione | Punti | G       | V       | N       | P       | Gf      | Gs      | G            | V            | N            | P            | Gf           | Gs           | G      | V      | N      | P      | Gf     | Gs     | D.R. |
| ------------ | ----- | ------- | ------- | ------- | ------- | ------- | ------- | ------------ | ------------ | ------------ | ------------ | ------------ | ------------ | ------ | ------ | ------ | ------ | ------ | ------ | ---- |
| Serie A      | 37    | 15      | 11      | 3       | 1       | 22      | 7       | 15           | 3            | 6            | 6            | 14           | 21           | 30     | 14     | 9      | 7      | 36     | 28     | 8    |
| Coppa Italia | 16    | 5       | 5       | 0       | 0       | 11      | 3       | 5            | 3            | 0            | 2            | 6            | 4            | 10     | 8      | 0      | 2      | 17     | 7      | 10   |
| Totale       | -     | 20      | 16      | 3       | 1       | 33      | 10      | 20           | 6            | 6            | 8            | 20           | 25           | 40     | 22     | 9      | 9      | 53     | 35     | 18   |

### Statistiche dei giocatori
| Giocatore     | Serie A  | Serie A | Coppa Italia | Coppa Italia | Totale   | Totale |
| Giocatore     | Presenze | Reti    | Presenze     | Reti         | Presenze | Reti   |
| ------------- | -------- | ------- | ------------ | ------------ | -------- | ------ |
| R. Acanfora   | 2        | 0       | 1            | 0            | 3        | 0      |
| G. Bini       | 15       | 0       | 1            | 0            | 16       | 0      |
| M. Bertini    | 30       | 3       | 10           | 3            | 40       | 6      |
| R. Boninsegna | 26       | 10      | 6            | 2            | 32       | 12     |
| I. Bordon     | 10       | -9      | 7            | -7           | 17       | -16    |
| F. Cerilli    | 9        | 1       | 6            | 0            | 15       | 1      |
| R. Cesati     | 8        | 2       | 6            | 1            | 14       | 3      |
| G. Facchetti  | 28       | 3       | 10           | 0            | 38       | 3      |
| A. Fedele     | 25       | 1       | 7            | 0            | 32       | 1      |
| R. Galbiati   | 11       | 0       | 4            | 0            | 15       | 0      |
| A. Gasparini  | 23       | 0       | 10           | 0            | 33       | 0      |
| M. Giubertoni | 27       | 0       | 5            | 0            | 32       | 0      |
| G. Libera     | 18       | 4       | 6            | 3            | 24       | 7      |
| G. Marini     | 28       | 1       | 10           | 1            | 38       | 2      |
| S. Mazzola    | 25       | 2       | 10           | 4            | 35       | 6      |
| G. Oriali     | 23       | 2       | 9            | 2            | 32       | 4      |
| G. Pavone     | 23       | 2       | 10           | 1            | 33       | 3      |
| G. Roselli    | 1        | 0       | 1            | 0            | 2        | 0      |
| L. Vieri      | 21       | -19     | 3            | -0           | 24       | -19    |